# Райсвилл (тауншип, Миннесота)
Райсвилл (англ. Riceville) — тауншип в округе Бекер, Миннесота, США. На 2000 год его население составило 103 человека.

## География
По данным Бюро переписи населения США площадь тауншипа составляет 97,3 км², из которых 95,9 км² занимает суша, а 1,3 км² — вода (1,36 %).

## Демография
По данным переписи населения 2000 года здесь находились 103 человека, 35 домохозяйств и 29 семей. Плотность населения —  1,1 чел./км². На территории тауншипа расположено 37 построек со средней плотностью 0,4 построек на один квадратный километр. Расовый состав населения: 91,26 % белых, 0,97 % коренных американцев и 7,77 % приходится на две или более других рас.
Из 35 домохозяйств в 40,0 % воспитывались дети до 18 лет, в 77,1 % проживали супружеские пары, в 5,7 % проживали незамужние женщины и в 17,1 % домохозяйств проживали несемейные люди. 17,1 % домохозяйств состояли из одного человека, при том 2,9 % из — одиноких пожилых людей старше 65 лет. Средний размер домохозяйства — 2,94, а семьи — 3,28 человека.
31,1 % населения — младше 18 лет, 8,7 % — в возрасте от 18 до 24 лет, 24,3 % — от 25 до 44, 27,2 % — от 45 до 64, и 8,7 % — старше 65 лет. Средний возраст — 39 лет. На каждые 100 женщин приходилось 102,0 мужчин. На каждые 100 женщин старше 18 приходилось 108,8 мужчин.
Средний годовой доход домохозяйства составлял 35 625 долларов, а средний годовой доход семьи —  37 500 долларов. Средний доход мужчин —  28 125  долларов, в то время как у женщин — 20 000. Доход на душу населения составил 10 999 долларов. За чертой бедности находились 11,5 % семей и 17,5 % всего населения тауншипа, из которых 16,7 % младше 18 и 26,7 % старше 65 лет.